# بلومفیلد هچ
بلومفیلد هچ (به انگلیسی: Bloomfield Hatch) یک روستا در بریتانیا است که در بارکشر غربی واقع شده‌است.